# پاپادام
پاپادام (انگلیسی: Papadam) که همچنین با نام پاپاد شناخته می‌شود، از یک خمیر هندی بر اساس آرد ماش سیاه درست می شود که یا با روش روغن پزی عمیق پخته می‌شود یا تحت حرارت خشک (با انجام حرکت سریع روی آتش) قرار می‌گیرد تا پخته و ترد شود. از آردهای دیگری همچون عدس، نخود، برنج، تاپیوکا، ارزن یا سیب زمینی می‌توان در درست کردن این خوراکی استفاده کرد. پاپاد به‌طور معمول به عنوان یک ماده خوراکی در کنار غذا در هند، پاکستان، بنگلادش، نپال، سریلانکا و کارائیب در نظر گرفته می‌شود، یا به عنوان پیش‌غذا همراه با سس همچون چتنی یا چاشنی غذا همچون پیاز خردشده و فلفل تند مصرف می‌شود یا به عنوان یک ماده غذایی در خورش کاری مورد استفاده قرار می‌گیرد. 